# Simulium curriei
Simulium curriei är en tvåvingeart som beskrevs av Peter Holdridge Adler och Donald Montgomery Wood 1991. Simulium curriei ingår i släktet Simulium och familjen knott.
Artens utbredningsområde är Kalifornien. Inga underarter finns listade i Catalogue of Life.